# 糯爾摩斯
《糯爾摩斯》是一部於2018年上映的英美合製3D愛情推理喜劇片，為2011年上映的動畫片《糯米歐與茱麗葉》的續集。電影由派拉蒙動畫、米高梅及火箭影業制作，派拉蒙影業發行。電影在美國於2018年3月23日上映。

## 劇情
延續花園裝飾小矮人的趣味故事，這次來了個神秘偵探「夏洛克·糯爾摩斯」與他們協力探案，破解花園矮人失蹤一案。花園裝飾小矮人們一個接著一個奇妙地消失，於是糯米歐和茱麗葉找來最強偵探——糯爾摩斯，來調查這神秘的事件。

## 配音員
| 配音          | 配音   | 配音            | 配音     | 角色                                                                  |
| 美國          | 台灣   | 香港            | 中國大陸 | 角色                                                                  |
| ------------- | ------ | --------------- | -------- | --------------------------------------------------------------------- |
| 詹姆斯·麥艾維 | 何志威 |                 | 李璐     | 糯米歐（Gnomeo）；對應角色自羅密歐·蒙泰古                             |
| 愛蜜莉·布朗   | 汪世瑋 |                 | 白雪岑   | 茱麗葉（Juliet）；對應角色自朱麗葉·凱普萊特                           |
| 強尼·戴普     | 夏治世 |                 | 潘粤明   | 糯爾摩斯（Sherlock Gnomes）；對應角色自夏洛克·福爾摩斯                        |
| 奇維托·艾吉佛 | 符爽   |                 | 齐杰     | 糯米華生（Gnome Watson）；對應角色自约翰·华生                         |
| 玛丽·布莱姬   | 石采薇 |                 | 张丽敏   | 艾琳（Irene）；對應角色自艾琳·艾德勒                                  |
| 傑米·德梅特里 | 曹冀魯 | 黃文偉 (配音員) | 滕奎兴   | 莫里亚蒂（Moriarty）；對應角色自莫里亚蒂教授                          |
| 米高·肯恩     | 陳宗岳 |                 | 茅菁     | 卡帕萊特爵士（Lord Redbrick）；對應角色自卡帕萊特爵士（Lord Capulet） |
| 瑪姬·史密芙   | 崔幗夫 |                 | 徐晓青   | 布魯茉夫人（Lady Bluebury）；對應角色自蒙塔古夫人（Lady Montague）    |

## 發行
2015年11月，宣佈強尼·戴普將為角色糯爾摩斯配音，並定於2018年1月18日上映。2017年5月26日，電影延期到2018年3月23日上映。

### 評價
爛番茄根據64條評論，只有27%的新鮮度，平均得分4.4／10。在Metacritic上，電影獲得了36分，獲得的評價以負面居多。

## 外部連結
- 互联网电影数据库（IMDb）上《糯爾摩斯》的资料（英文）
- AllMovie上《糯爾摩斯》的资料（英文）
- Box Office Mojo上《糯爾摩斯》的資料（英文）
- 爛番茄上《糯爾摩斯》的資料（英文）
- Metacritic上《糯爾摩斯》的資料（英文）
- 開眼電影網上《糯爾摩斯》的資料（繁體中文）
- Yahoo奇摩電影上《糯爾摩斯》的資料（繁體中文）
- 雅虎香港電影上《糯爾摩斯》的資料（繁體中文）
- 时光网上《糯爾摩斯》的資料（简体中文）
- 豆瓣电影上《糯爾摩斯》的資料 （简体中文）